# Elaphoglossum actinotricum
Elaphoglossum actinotricum là một loài thực vật có mạch trong họ Lomariopsidaceae. Loài này được (Mart.) T. Moore mô tả khoa học đầu tiên năm 1857.